# Stadio Teofilo Patini
Lo stadio Teofilo Patini è un impianto sportivo di Castel di Sangro, comune della provincia dell'Aquila in Abruzzo, ubicato in via Sangro, nella periferia della cittadina. Ha ospitato dalla sua costruzione sino al 2012 le partite di calcio interne del Castel di Sangro.

## Storia dell'impianto
Lo stadio è intitolato a Teofilo Patini, noto pittore di Castel di Sangro.
Prima della costruzione dello stadio, nella stessa posizione si trovava un semplice campo sportivo. Lo stadio venne edificato per fasi e fino al 1996 era dotato della sola tribuna principale. L'impianto attuale, con le quattro tribune, venne realizzato in tempi record (meno di quattro mesi), avendo la necessità di ospitare la squadra cittadina, che in quegli anni era presieduta da Gabriele Gravina, futuro presidente nazionale della FIGC, e si stava rendendo protagonista di un'autentica impresa sportiva, conquistando sei promozioni in tredici anni; proprio nel 1996, sotto la guida tecnica di Osvaldo Jaconi, il Castel di Sangro aveva ottenuto la prima, storica promozione in Serie B, rendendo la cittadina abruzzese il più piccolo centro mai rappresentato in tale divisione calcistica (primato mantenuto tuttora), e dovette disputare le prime gare interne del campionato allo Stadio Guido Angelini di Chieti in attesa dell'adeguamento del Patini.
Lo stadio viene inaugurato il 1º dicembre 1996 in occasione della 12ª giornata del campionato di Serie B 1996-1997 contro il Genoa, alla presenza del presidente del CONI Mario Pescante, ma la gara fu sospesa dopo 25 minuti a causa di una violenta bufera di neve e rinviata a data da destinarsi. Il 15 dicembre, con la gara della 14ª giornata di campionato contro la Lucchese terminata 0-0, il nuovo stadio ospitò la prima partita giocata fino alla fine, che fu però caratterizzata da un clima di grande tristezza, in quanto cinque giorni prima due giocatori del "Castello", Danilo Di Vincenzo e Filippo Biondi, erano morti in un tragico incidente stradale sull'Autostrada del Sole nei pressi di Orvieto. Per commemorarli è stata loro dedicata una statua in uno degli ingressi del Patini.
Lo stadio non è più utilizzato per le partite casalinghe del Castel di Sangro dal 2012, anno del fallimento della squadra; nel 2014 alcuni lavori di ristrutturazione volti alla valorizzazione del patrimonio sportivo locale hanno interessato l'impianto, in particolare con l'installazione di 4000 nuove poltroncine che hanno reso lo stadio più moderno e funzionale. Nella tribuna "Distinti" viene riportata la scritta "Città Castel di Sangro".
Dal 20 febbraio 2017 l'impianto diventa "Centro Federale Territoriale" della FIGC, primo polo di eccellenza per la formazione tecnico-sportiva di giovani calciatori e calciatrici di età compresa tra i 12 e i 14 anni, i quali vengono seguiti da tecnici federali sia sul campo con allenamenti specifici, ma coinvolti anche in seminari, incontri e altre attività.
Dal 2020 la città di Castel di Sangro è sede del ritiro estivo del Napoli e lo stadio ospita le sedute di allenamento e le gare amichevoli della squadra partenopea.

## Gare amichevoli ed internazionali

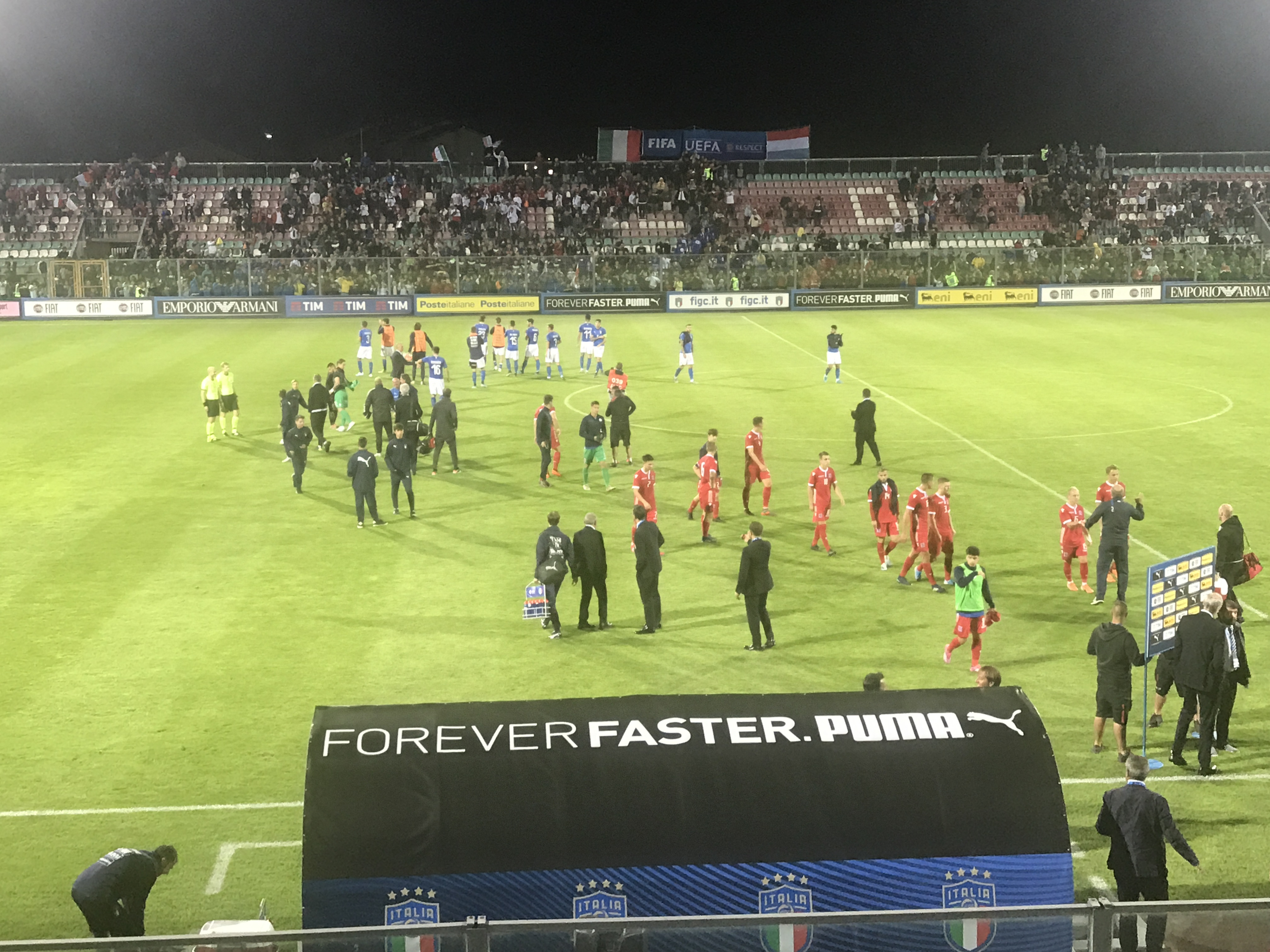
Lo stadio al termine di Italia-Lussemburgo U-21 del 10 settembre 2019

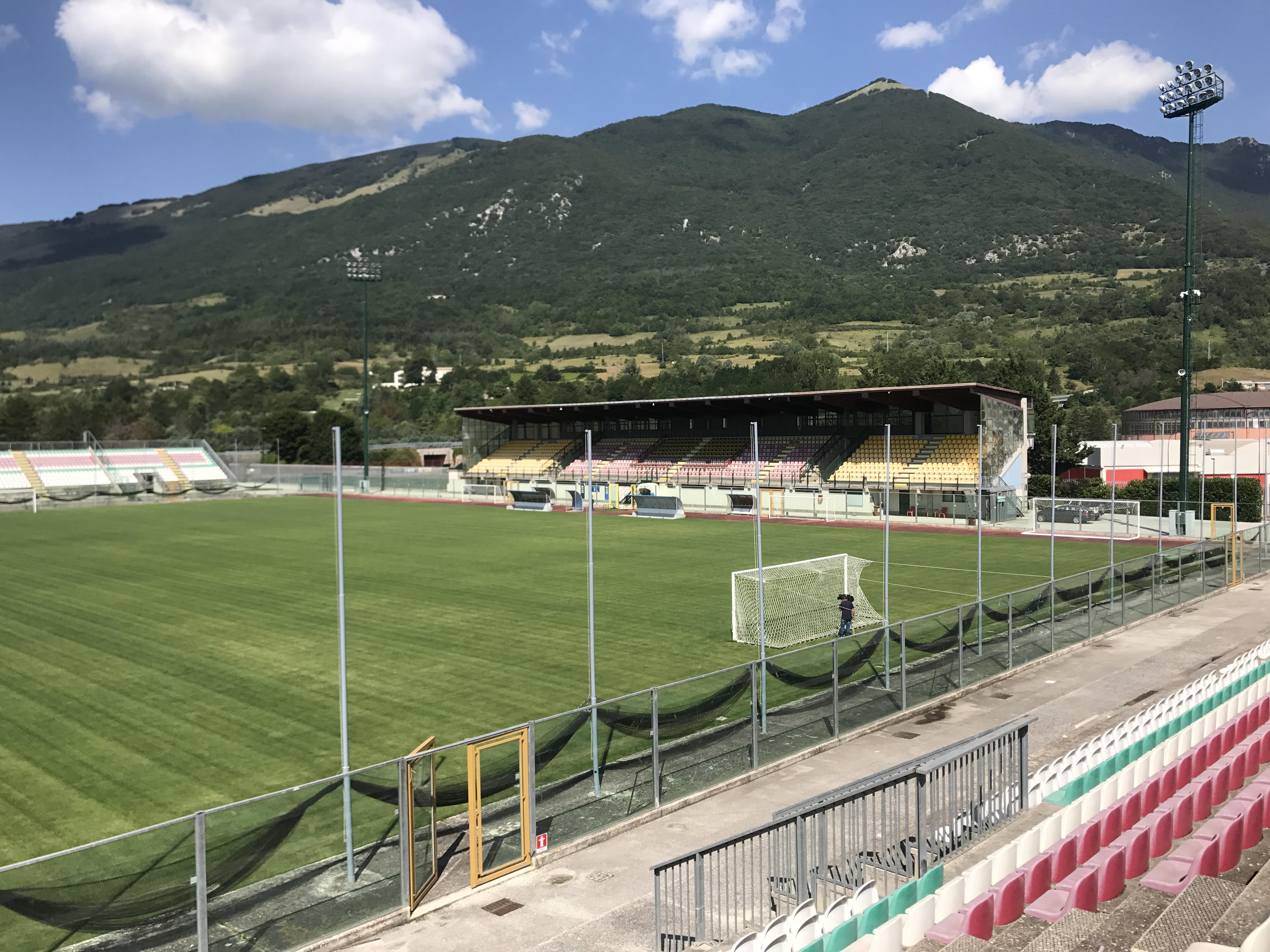
Vista da settore Curva Nord

| Data              | Italia           | Risultato | Ospiti               | Competizione                          | Marcatori Italia                                                          | Note   |
| ----------------- | ---------------- | --------- | -------------------- | ------------------------------------- | ------------------------------------------------------------------------- | ------ |
| 23 maggio 1998    | Italia U-21      | 4-0       | Scozia U-21          | Amichevole                            | R. Longo, Ventola, Gattuso, Firmani                                       | [ 5 ]  |
| 5 settembre 2008  | Italia U-21      | 1-1       | Grecia U-21          | Qual. Euro 2009                       | Balotelli                                                                 | [ 6 ]  |
| 8 maggio 2013     | Italia U-18      | 1-0       | Montenegro U-18      | Amichevole                            | Lombardi                                                                  | [ 7 ]  |
| 4 giugno 2014     | Italia U-21      | 4-0       | Montenegro U-21      | Amichevole                            | Belotti (rig.), Biraghi, Improta, Trotta                                  | [ 8 ]  |
| 9 settembre 2014  | Italia U-21      | 7-1       | Cipro U-21           | Qual. Euro 2015                       | Bernardeschi, Panagiōtou (aut.), Sturaro, Belotti, S. Longo, Dezi, Rugani | [ 9 ]  |
| 17 novembre 2015  | Italia U-21      | 2-0       | Lituania U-21        | Qual. Euro 2017                       | Berardi, Benassi                                                          | [ 10 ] |
| 4 ottobre 2017    | Italia U-18      | 3-1       | Russia U-18          | Amichevole                            | Vignato, D'Amico, Corrado                                                 | [ 11 ] |
| 7 ottobre 2017    | Italia U-18      | 5-0       | Repubblica Ceca U-18 | Amichevole                            | Nicolussi Caviglia, D'Amico (2), Merola, Vignato                          | [ 12 ] |
| 24 ottobre 2017   | Italia Femminile | 3-0       | Romania Femminile    | Qual. Fifa 2019                       | Girelli (2), Bonansea                                                     | [ 13 ] |
| 10 settembre 2019 | Italia U-21      | 5-0       | Lussemburgo U-21     | Qual. Euro 2021                       | Locatelli (rig.), Kean (rig.), Sottil, Tumminello, Scamacca               | [ 14 ] |
| 12 novembre 2019  | Italia Femminile | 5-0       | Malta Femminile      | Qual. Euro 2022                       | Cernoia (2), Sabatino, Giugliano, Greggi                                  | [ 15 ] |
| 22 ottobre 2021   | Italia Femminile | 3-0       | Croazia Femminile    | Qual. Mondiali 2023                   | Cernoia, Girelli (rig.), Pirone                                           | [ 16 ] |
| 1º luglio 2022    | Italia Femminile | 1-1       | Spagna Femminile     | Amichevole                            | Bergamaschi                                                               | [ 17 ] |
| 26 settembre 2022 | Italia U-21      | 1-1       | Giappone U-21        | Amichevole                            | Colombo                                                                   | [ 18 ] |
| 26 settembre 2023 | Italia Femminile | 0-1       | Svezia Femminile     | UEFA Women's Nations League 2023-2024 | -                                                                         | [ 19 ] |

## Gare fase finale Coppa Italia
| Data             | Squadra #1       | Risultato | Squadra #2  | Fase competizione    | Marcatori                  | Note   |
| ---------------- | ---------------- | --------- | ----------- | -------------------- | -------------------------- | ------ |
| 3 settembre 1997 | Castel di Sangro | 0-2       | Fiorentina  | Sedicesimi di finale | Batistuta, Dionigi         | [ 20 ] |
| 9 settembre 1998 | Castel di Sangro | 0-0       | Salernitana | Sedicesimi di finale | -                          | [ 21 ] |
| 11 novembre 1998 | Castel di Sangro | 1-1       | Inter       | Ottavi di finale     | Bernardi, Djorkaeff (rig.) | [ 22 ] |

## Dati tecnici

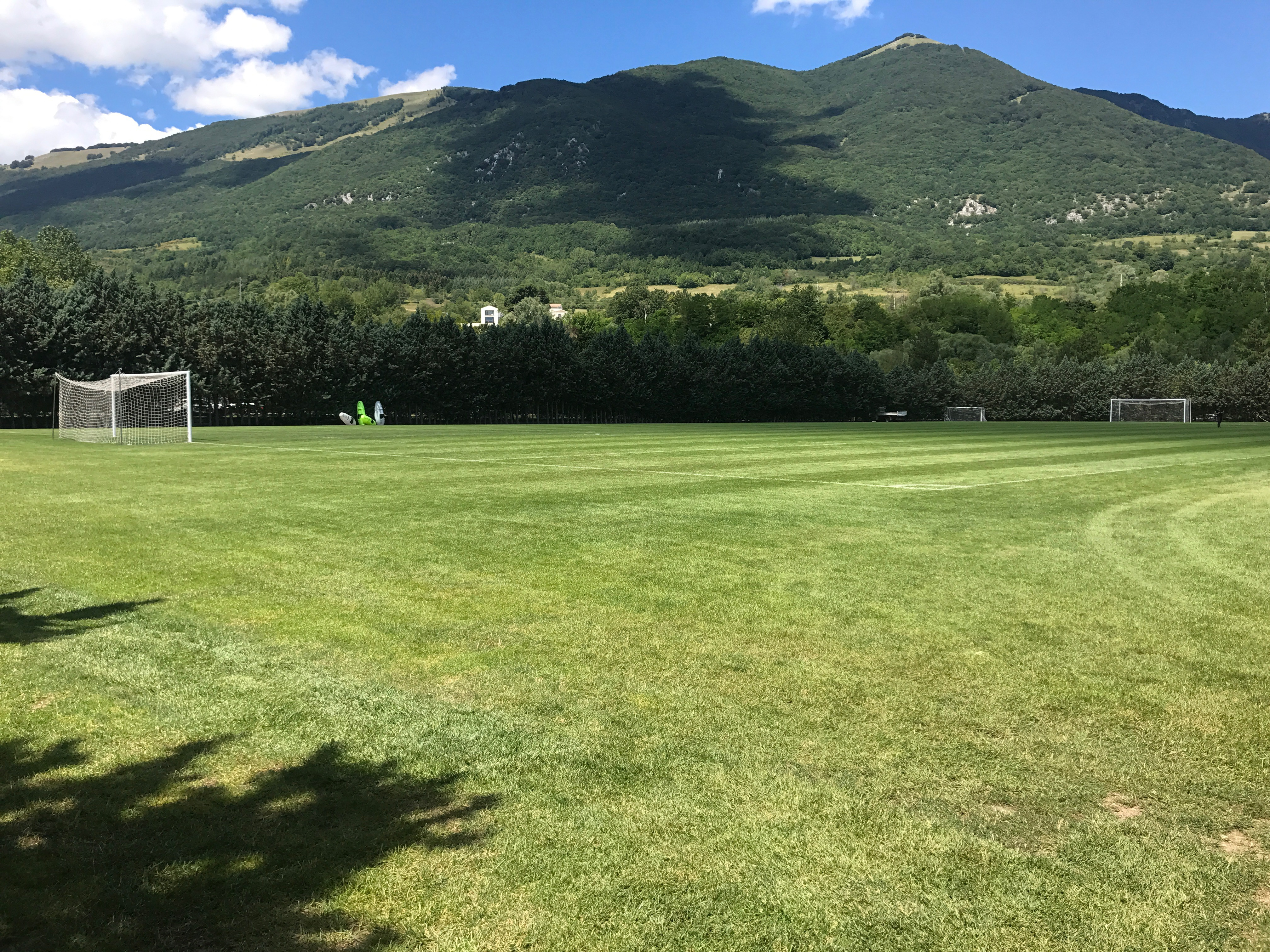
Campo B dello stadio Patini

Il terreno di gioco misura 105 m di lunghezza per 68 m di larghezza e gode di grande affidabilità anche in giornate di pioggia. Una delle particolarità è la mancanza di una pista di atletica, che ha consentito di realizzare lo stadio a forma rettangolare; ciò permette di assistere agli incontri senza l'ostacolo visivo della pista, tuttavia i tifosi di Castel di Sangro hanno più volte dichiarato di sentire la mancanza di tale caratteristica, in quanto intorno al campo sportivo presente prima della costruzione dello stadio era presente una pista di atletica, che di tanto in tanto veniva utilizzata anche da atleti di rilievo.
L'impianto può ospitare 7.200 spettatori, ma ha raggiunto in occasione di alcune importanti partite le 9.000 presenze, con l'aggiunta di tribune rimovibili; è curioso notare come, da quando a Castel di Sangro esiste lo stadio nella sua forma attuale, sono sempre stati più numerosi i posti a sedere dello stadio rispetto agli abitanti di Castel di Sangro stessa. Dispone di un ampio parcheggio esterno, un bar e una tribuna stampa.
Oltre al campo principale (campo “A”) l‘impianto dispone di altri 2 campi “B” e “C”, tutti in erba naturale.

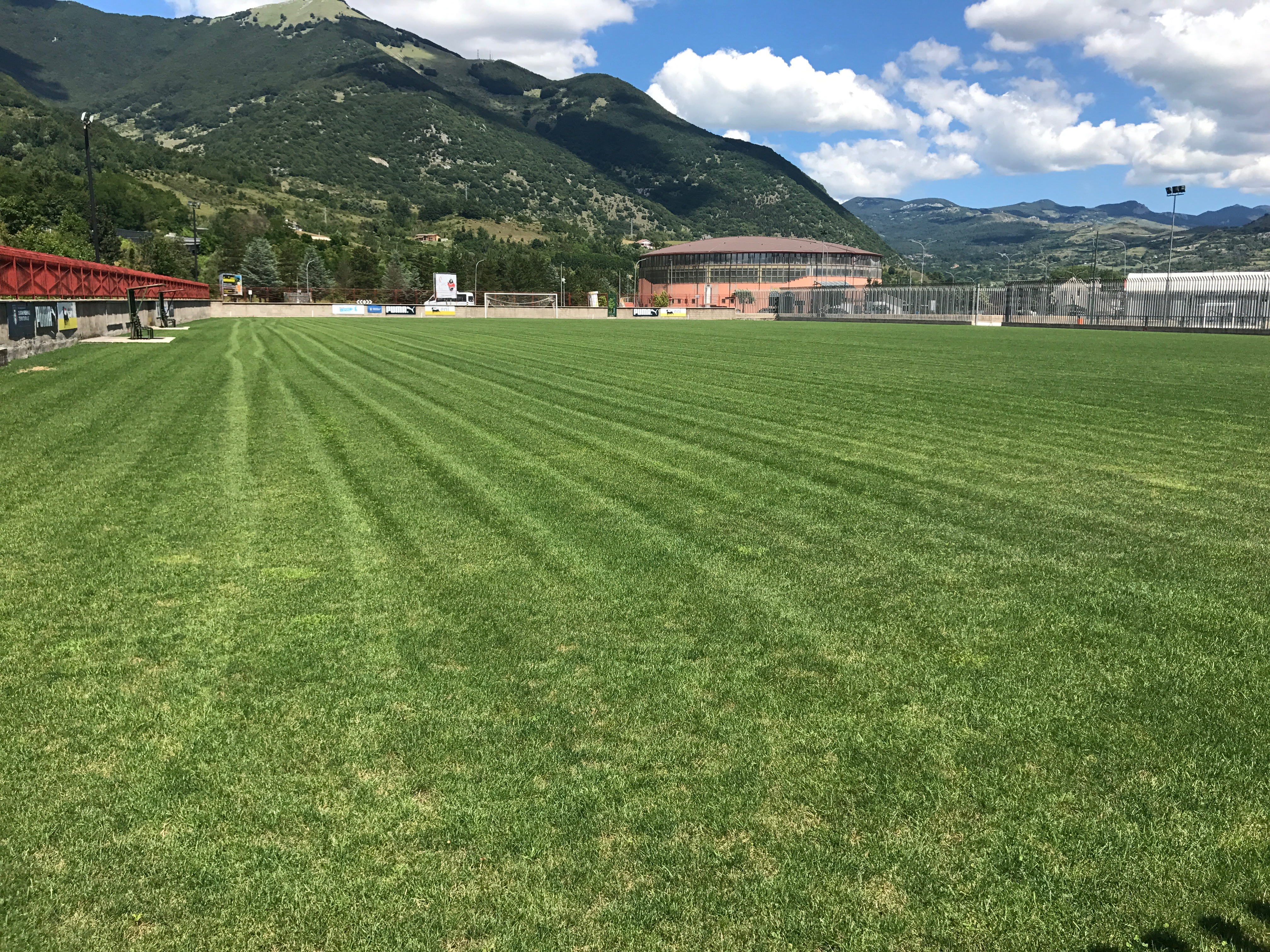
Campo C dello stadio Patini

## Eventi extrasportivi
- 17 agosto 2013 - Antonello Venditti, "Unica Tour 2013"

## Settori
- Poltronissime
- Tribuna Centrale
- Tribune Laterali
- Tribuna Sud
- Distinti
- Curva Nord (C.U.C.N. - Commando Ultrà Curva Nord)
- Curva Sud (Settore Ospiti)